# Брайзах ам Рейн
Брайзах ам Рейн (на немски: Breisach am Rhein, на алемански: Brisach am Rhi) е град в Баден-Вюртемберг, Германия, с 15 315 жители (2015).
Намира се на Горен Рейн на германо-френската граница.